# Dénes Berényi
Dénes Berényi (Debrecen, 26 de dezembro de 1928 – Debrecen, 27 de junho de 2012) foi um físico nuclear húngaro, membro da Academia de Ciências da Hungria, onde foi diretor do Instituto de Pesquisas Nucleares de 1976 a 1990.
O asteroide 5694 Berenyi é denominado em sua homenagem.